# Takifugu vermicularis
Takifugu vermicularis es una especie de peces de la familia Tetraodontidae en el orden de los Tetraodontiformes.

## Morfología
Los machos pueden llegar alcanzar los 30 cm de longitud total.
- Aleta anal de color blanco.[1][2]

## Hábitat
Es un pez de mar de clima templado.

## Distribución geográfica
Se encuentran en Asia: desde el Japón hasta el Mar de la China Oriental.

## Observaciones
- Es utilizado en la medicina tradicional china.
- No se puede comer ya que es  venenoso para los humanos.